# Xã Noble, Quận Ozark, Missouri
Xã Noble (tiếng Anh: Noble Township) là một xã thuộc quận Ozark, tiểu bang Missouri, Hoa Kỳ. Năm 2010, dân số của xã này là 300 người.